# Derrick Van Orden
Derrick Van Orden, né le 15 septembre 1969 à Hennepin, dans le Minnesota, est un militaire et homme politique américain. Membre du Parti républicain, il est élu du Wisconsin à la Chambre des représentants des États-Unis depuis 2023.

## Biographie
Retraité des forces spéciales de l'US Navy (SEAL) et partisan de Donald Trump, il participe en janvier 2021 à l'assaut contre le Capitole.
Il est élu en novembre 2022 au Congrès des États-Unis sous l'étiquette du Parti républicain, dans le Wisconsin.